# Agrotis velascoi
Agrotis velascoi är en fjärilsart som beskrevs av Ramon Agenjo Cecilia 1975. Agrotis velascoi ingår i släktet Agrotis och familjen nattflyn. Inga underarter finns listade i Catalogue of Life.